# Gottfried Fibig

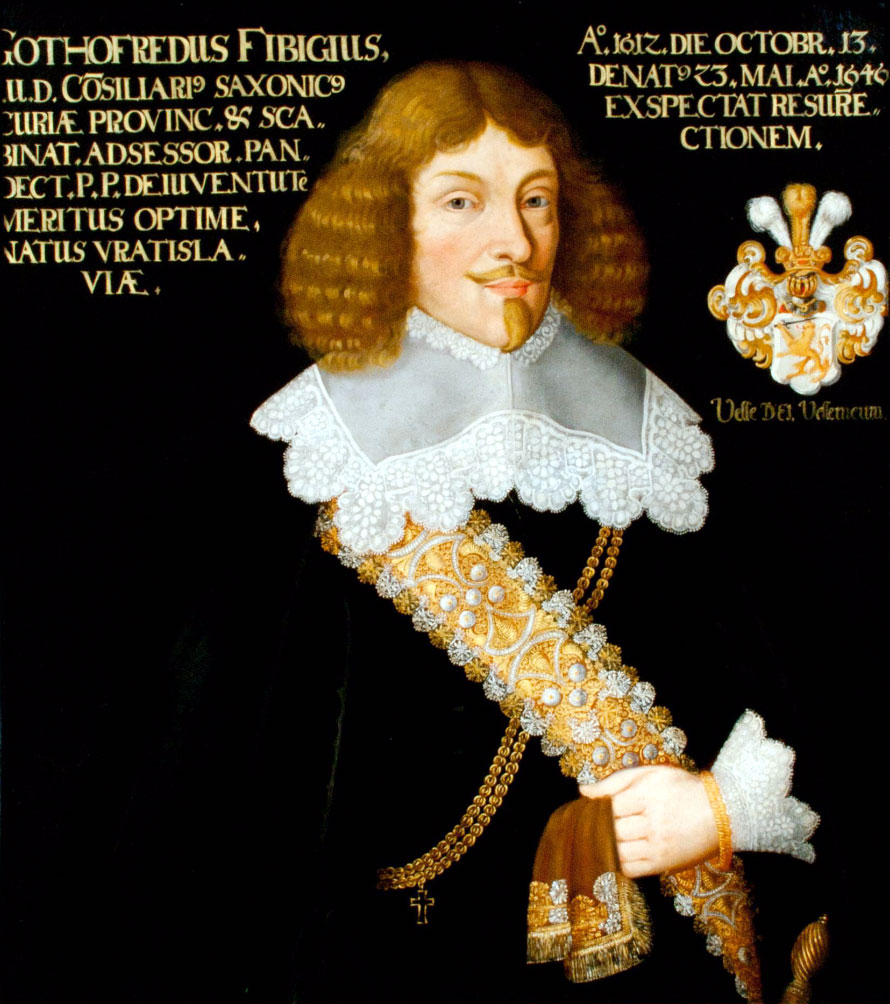
Gottfried Fibig

Gottfried Fibig auch: Fiebing, Fiebig, (* 13. Oktober 1612 in Breslau; † 23. Mai 1646 in Jena) war ein deutscher Rechtswissenschaftler.

## Leben
Fibig war der Sohn des gleichnamigen Breslauer Archidiakons Gottfried Fibig (* 1583 in Pitschen; † 11. Oktober 1613 in Breslau) und dessen Frau Rosina Trage. Er besuchte das Elisabet-Gymnasium seiner Geburtsstadt, wo der spätere Rektor Elias Major (1588–1669) sein prägender Lehrer wurde. 1630 bezog er die Universität Leipzig, wo er zunächst ein philosophisches Studium absolvierte. Da Leipzig im Dreißigjährigen Krieg belagert wurde, zog er im September 1631 an die Universität Jena. Hier begann er rechtswissenschaftliche Studien und promovierte am 22. September 1636 zum Doktor der Rechte. Ab dem 6. September 1636 arbeitete er als Advokat am Hofgericht und beteiligte sich am Vorlesebetrieb der Jenaer Hochschule. Daraufhin wurde er am 23. September 1640 Professor des Pandektenrechts in Jena. Als solcher beteiligte er sich auch an den organisatorischen Aufgaben der Salana. So war er einige Male Dekan der Juristenfakultät und im Wintersemester 1645 Rektor der Alma Mater.
Fibig verheiratete sich 1642 mit Katharina Hofmann, die Tochter des Johannes Hofmann und der Catharina Breune. Aus der Ehe stammt die Tochter Anna Rosina Fibig (* 6. April 1643 in Jena) und der Sohn Johann Gottfried Fibig (* 14. März 1644 in Jena). Seine Witwe heiratete in zweiter Ehe Statius Harbordt von Windheim.

## Schriften (Auswahl)
- Exercitium Juridicum De Intricatissimis Jurisprudentiae Nostrae individualis Romanae Principiis. Jena 1633 (archive.org).
- Tractatuum De Concursu Actionum Prodromus. Jena 1636 (books.google.de).
- Epidosis Collegii Actionum Bachoviani Publici De Concursu Actionis Mere Rei Persecutoriae Ac Poenalis Mixtae. Jena 1638 (collections.thulb.uni-jena.de).
- Dissertationem Juris publici de Jure venandi, aucupandi et piscandi. Von Wild-Vogel-Fischfang- und Forst-Rechten, auch wie man und wer sich dessen anzumassen befugt. Jena 1638, Jena 1756 (books.google.de).
- Disp. legal. publ. de homicidio. Jena 1638 (books.google.de).
- Dissertationem Legalem De Confusione Obligationum. Jena 1640 (books.google.de).
- Disp. iur. inaug. de momento. Jena 1641 (books.google.de).
- Brevis Delineatio Delictorum Publicorum In Genere, Et Quorundam In Specie, Criminis sc. Maiestatis, Adulterii Et Homicidii. Jena 1641 (collections.thulb.uni-jena.de).
- Collegium Exercitationum Iuridicarum Publicum. Jena 1641 (books.google.de).
- Disputatio Iuridica De Tutelis. Jena 1642 (books.google.de).
- Disputatio juridica De juramentis in genere, et ejusdem speciebus. Jena 1643 (archive.org).
- Disputatio Iuridica De Pactis. Jena 1644 (books.google.de).
- Disputatio Inauguralis De Cessionibus. Jena 1644 (books.google.de).
- Electorum Juris Publici Romano-Germanici. Semidecas Prima. Jena 1645 (books.google.de).
- Electorum Juris Publici Romano-Germanici. Semidecas Tertia. Jena 1645 (books.google.de).
- Electorum Juris Publici Romano-Germanici. Semidecas Secunda. Jena 1645 (books.google.de).
- Disp. inaug. iur. de litis contestatione, sive. Kriegsbefestigung. Jena 1645 (books.google.de).
- Electa jurispublici Romano-Germanici generalia. Jena 1646 (archive.org).
- Processus tum summarii & executivi, ut & Arresti, tum Ordinarii, & injuriarum delineatio brevissima, stylo nostrorum temporum, Fori cumprimis Saxonici, Accomodata, Nunc ad instantiam multorum denuo revisus, auctus ac cum perfecto Indice in lucem datus. Leipzig 1669 (books.google.de)